# タッパーウェア
タッパーウェア(Tupperware)は、米国の連鎖販売取引企業タッパーウェア・ブランズ・コーポレーション（タッパーウェア社）のこと、または同社が製造しているプラスチック容器のこと。
本項の事項に限ったことではないが、一般的に登録商標はその権利を持っている者以外は使うことが出来ないが、商標の普通名称化により類似の物を示す言葉になっていることが多い。
タッパーやタッパーウェアという名称は同社が製造しているプラスチック製の容器の商品名として商標登録されており、同社以外のプラスチック製の密閉容器全般をタッパーやタッパなどと呼ぶことは正しくない。
タッパー含め一般名称としては単に「食品保存容器」である。

## 概要

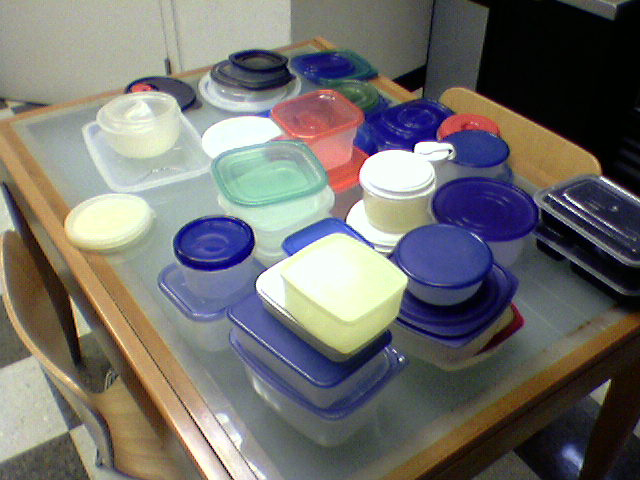
タッパーウェアの製品群

創業者のアール＝サイラス・タッパー（1907年〜1983年）が1938年にプラスチック密閉容器を開発し、その後経営に参画したブラウニー＝メイ・ハンフリー（ブラウニー・ワイズ）によるホームパーティー商法で成長した。
しかし、2020年頃から原材料・人件費の高騰により経営が悪化。2024年6月にはアメリカ国内唯一の工場を閉鎖することを発表、2024年9月17日、連邦破産法11条（チャプター11）の適用を申請した。

## 日本での商品展開

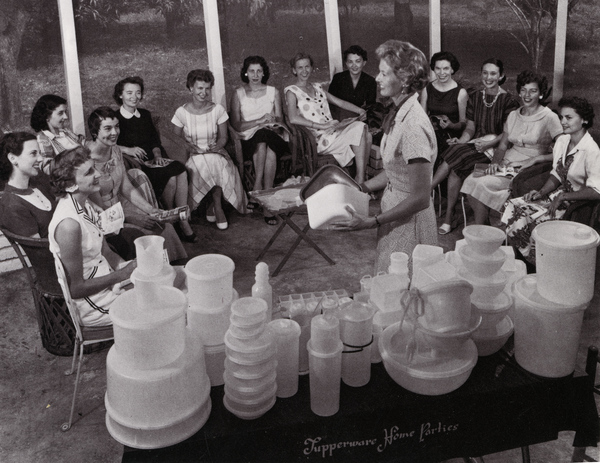
タッパーウェア販売のためのホームパーティー

アメリカで生まれたタッパーウェア社は1963年に日本での販売を開始したが、その際にはアメリカで行っていたのと同様のホームパーティー商法がそのまま導入され、密閉性が高いという評判とアメリカ風の生活への憧れを演出しながら広めるという手法をとった。たとえば大卒の初任給が15000円程度の当時、直径17cmのボウル6個セットが1360円と高価で、価格面でも高級感が演出された。またホームパーティー方式自体も、共同体意識が急速に薄れつつあった当時の都市部での近所づきあいの機会として確実に拡がった。
高峰秀子がホームパーティーを呼び掛けるテレビコマーシャルも、これを後押しした。
さらに会員制の販売方法をとり、紹介者の多さによって割引率を増やすというシステムも導入している。各地区の家庭ごとのホームパーティーを末端組織とし、メンバーやディーラーといった組織における立場ごとに異なる割引率が設定されている。またそれらを集めたアセンブリと呼ばれる講習会を開いている。台所のみならず家中の多くの器具をタッパーで埋め尽くすような利用者のことを「エレガンス」と呼ぶなどして、タッパーウェアブランドの浸透を図った。このような連鎖販売取引の販売方法はいわゆるマルチ商法まがいであるという批判も多い。
かつてTBS系「クイズ100人に聞きました」のスポンサーだった時期があり、予選会出場者に特製タッパーウェアを記念品として配布していた。また1980年代後半には「タッパーと呼べるのはタッパーウェアだけ」のメッセージを添えたテレビCMが流れていた。
2024年12月、アメリカ本社の意向により、同月28日で日本国内での販売活動を終了、2025年1月31日で日本事業から撤退した。
2025年6月、日本法人である「タッパーウェアブランズ・ジャパン」が東京地方裁判所より破産開始決定を受けた

## 製品

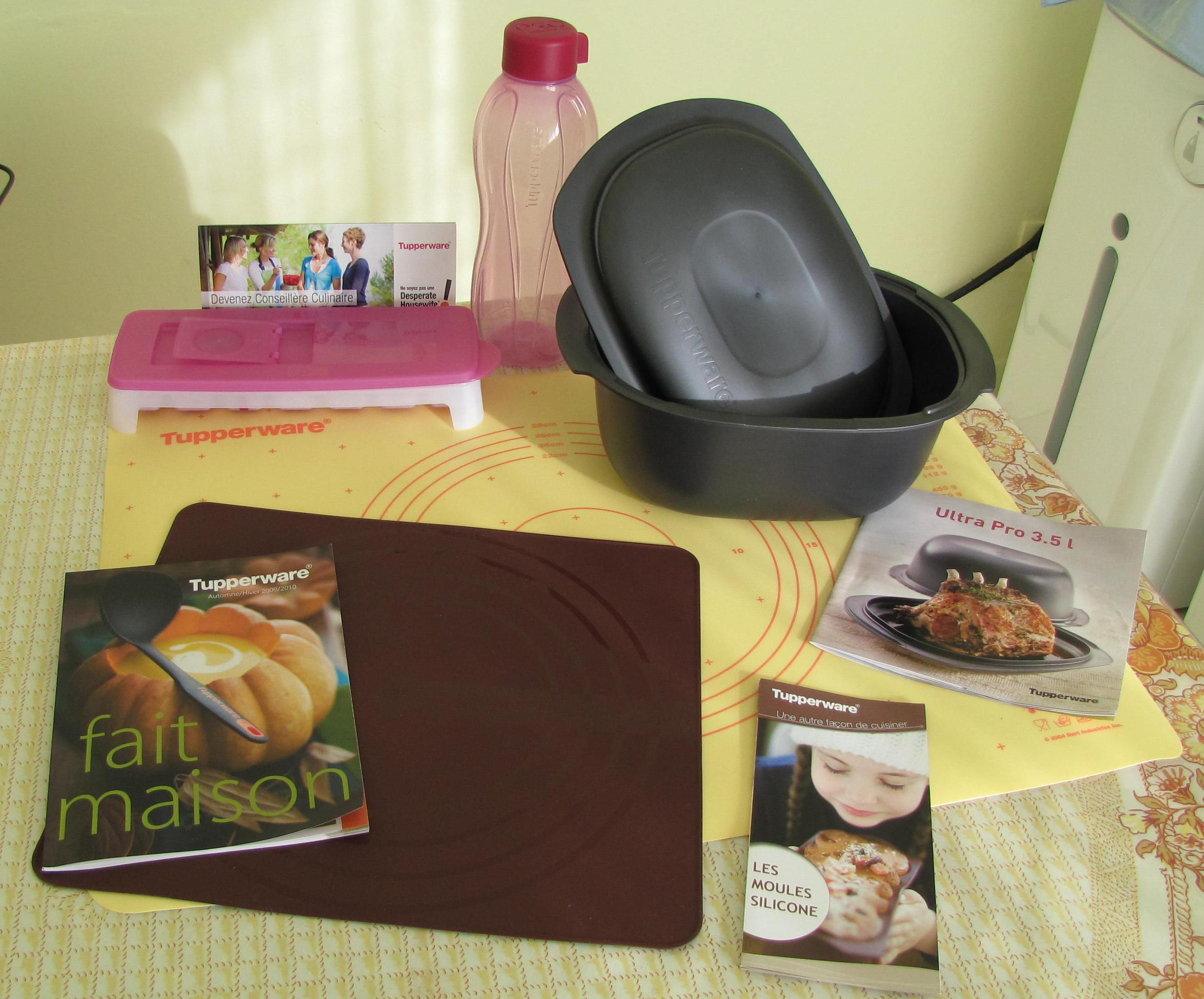
タッパーウェア社のカタログと製品の一例

製品の多くは食品用の密閉容器やピッチャーその他のキッチン用品である。
製品に起因する破損等が起きた場合には、無償で交換するアフターサービスを行なっている。 但し、取扱不注意、製品の経年劣化等、いくつかの無償交換対象にならない条件がある。